# 腐食

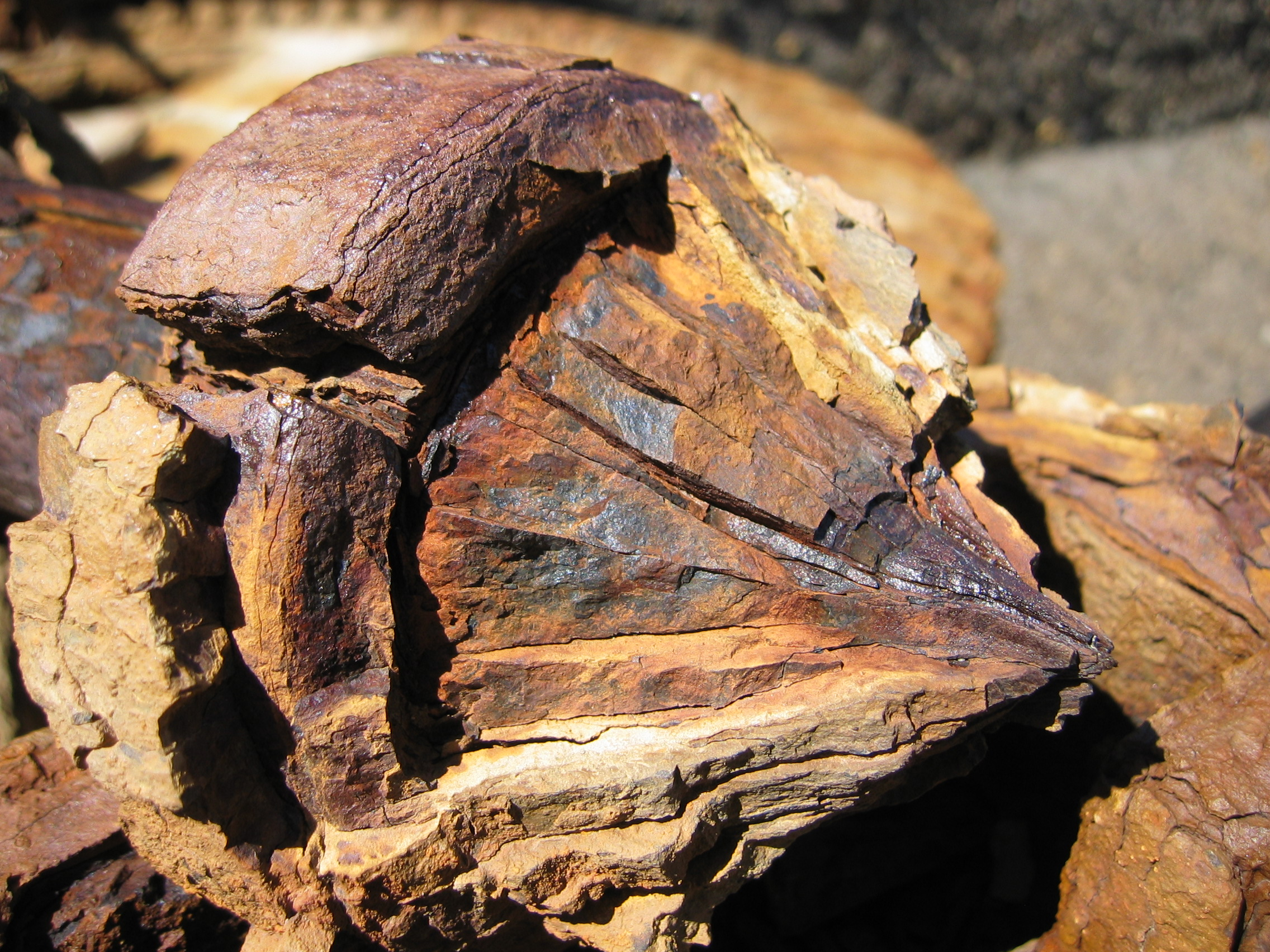
火山性ガスによって硫化腐食した掘削機

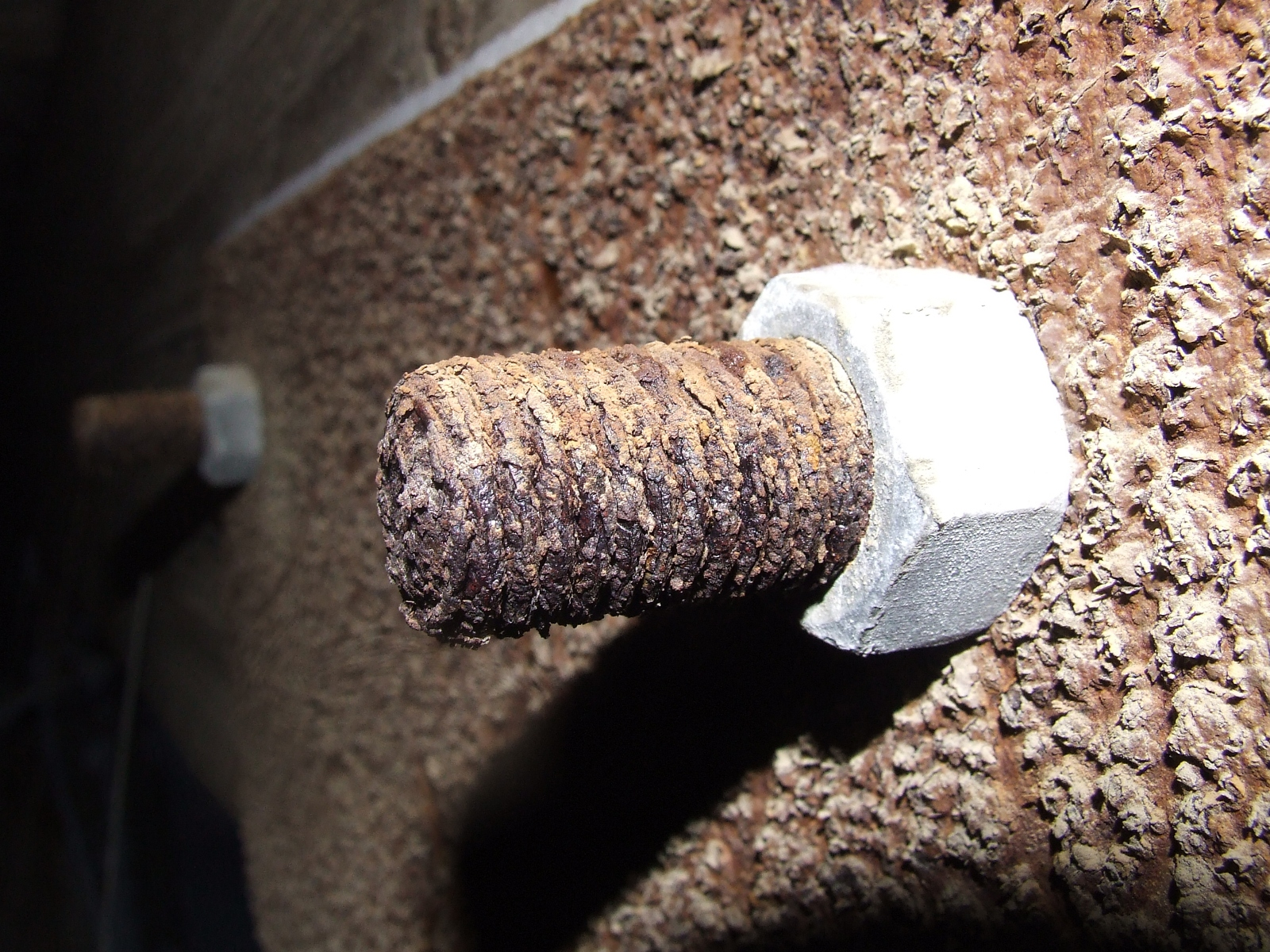
錆びたボルト

腐食（ふしょく、腐蝕、英: corrosion）とは、化学・生物学的作用により外見や機能が損なわれた物体やその状態をいう。
金属の腐食とは、周囲の環境（隣接している金属・気体など）と化学反応を起こし、溶けたり腐食生成物（いわゆる「さび」）を生成することを指す。これは、一般的に言われる表面的に「さび」が発生することにとどまらず、腐食により厚さが減少したり、孔が開いたりすることも含む。
金属以外の腐食
一般的に、腐食は金属のみで考えられるが、セラミックやプラスチックも腐食・劣化を起こす。
生物学的な腐食
また、熱傷（特に化学熱傷）の原因として「化学的腐食」という表現が使われることがある（詳細は「熱傷」を参照）ほか、生体あるいは生体由来物質の侵食あるいは腐敗も、腐食と呼ばれることがある。
以下、金属の腐食を中心に述べる。

## 金属の腐食の原理

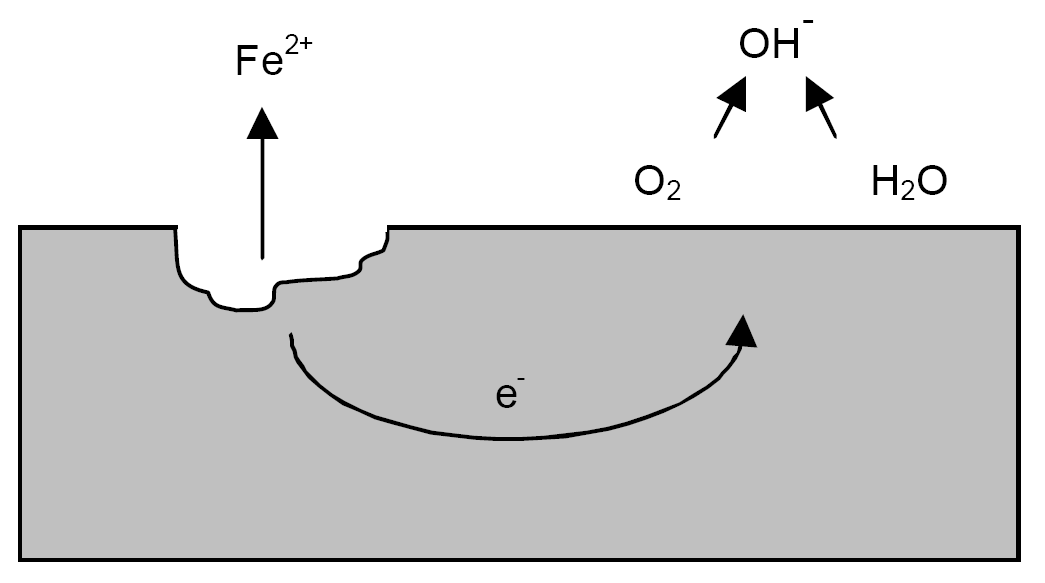
錆：Fe(OH)2の生成

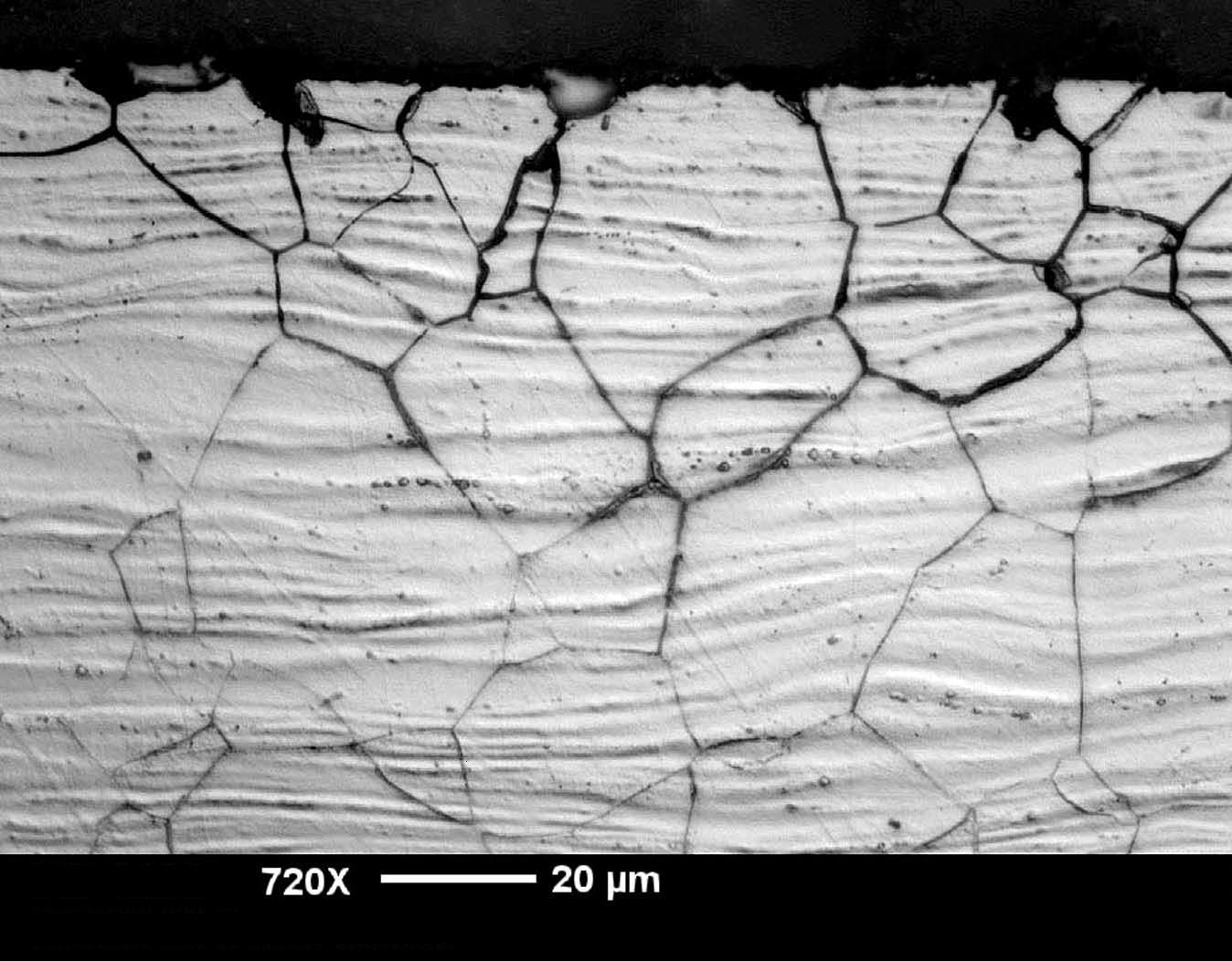
粒界腐食が起きた材料断面の顕微鏡画像

金属の腐食は酸化還元反応により表面の金属が電子を失ってイオン化し金属面から脱落して行くことで進行する。生じたイオンは酸素により酸化物、水酸化物あるいは炭酸塩（緑青の場合）となり表面に堆積することが多い。金属イオンが酸化物に置き換わってゆく過程で結晶構造や物性が著しく変化する場合は、金属が腐食すると形状ならびに強度が損なわれ錆として捉えられる。
金属表面の不安定さ
普通、金属表面は薄い（数十Å）酸化物で覆われている。これは生成したばかりの金属表面は隣接金属が存在しない面（つまり表面）を持ち、自由電子の非局在化によるエネルギー安定化の寄与がより少ないため、金属表面はエネルギー的に不安定化している。この不安定金属が速やかに大気中の酸素分子と反応するため、酸化物のバリアー層を形成し、むき出しの金属表面は自然な状態では存在しない。
表面に存在する酸化物バリアー層は、金属種類や環境、加工や異物付着などによって異なるので、表面の防腐食性も変わってくる。言い換えると、物理的あるいは化学的作用により酸化物バリアー層が損なわれやすいとバリアー層の剥離と表面の酸化は繰り返され、腐食面は金属内部に陥入することになる。
特に水分と微量の酸の存在は金属の腐食プロセスを加速させる。金属のイオン化傾向がH+よりも大きければ、金属表面は容易にイオン化するし、金属酸化物に水溶性があればそれによってもバリアー層は剥離される。
ピッティングコロージョン
このように、バリアー層あるいはめっき面の点状の欠損から腐食が陥入する状態は孔食（点食、ピッティングコロージョン）と呼ばれる。ハロゲン化物イオン（主に塩化物イオン、Cl-）の存在はピッティングコロージョンの引き金になることが知られている。腐食によって生成された孔は、金属表面に電気的な非局在を起こし腐食を促進させる。
粒界腐食

600-800℃でステンレスを製造した場合、クロム炭化物の析出が起き、析出した分クロムが低い結晶粒界が生成される。このクロムが低い場所は腐食に弱く優先的に腐食が行われる。この現象を粒界腐食と呼ぶ。
異種金属接触腐食
また、金属腐食の中心に酸化還元反応があるので、異種金属が接触している部位はガルバニ電池を形成するために腐食を加速する要因になる。この原因（電池の陽極反応）による腐食は異種金属接触腐食（ガルバニック腐食とも）と呼ばれる。
電食
電気回路から生じた迷走電流により生じる腐食。迷走電流腐食、干渉電流腐食ともいう。なお、コンクリート/土壌マクロセル腐食、異種金属接触腐食などの自然腐食を電食と呼称するのは誤用である。
なお、腐食傾向の判断に、電位-pH図が使われることがある。

## 分類
腐食はその過程によって以下のように分類される。
- 乾食: 水分を伴わない、空気・ガスによる腐食[7]
- 湿食: 水分を伴う、土壌・水による腐食[8]

## 金属の防食方法

外部電源方式

1．不動態金属
酸化物バリアー層が水や酸素の内部進入を阻止する金属は不動態金属と呼ばれ、アルミなどが例にあがる。この性質を利用したものにステンレス鋼がある。ステンレスに含まれるクロム (Cr) は強固な酸化物バリアー層 (Cr2O3) を形成するので、鉄に比べて錆びにくい性質を持つ。
2．防食被膜の形成
人為的に耐腐食被膜を形成させることは金属の表面処理して極く普通に行われている。耐腐食の方法で分類すると次のようになる。
- バリアー型被膜 - ブリキ（鉄のスズめっき）、琺瑯、ペンキ塗装、プラスチック被覆
- 多孔質型酸化被膜 - アルマイト、クロメート
- 犠牲アノード型被膜 - トタン（鉄の亜鉛めっき）

バリアー型被膜
腐食しやすい金属の表面を耐腐食性のある別の金属層で覆い尽くすことにより耐腐食性を向上させる。一般的には、めっき加工（電着めっきあるいは融着めっき）として施される（めっきの項に詳しい）。あるいは被覆に樹脂を使用する場合があるが、金属面との接着性がめっきよりは劣り、多分に装飾的な要素が大きい。
多孔質型酸化被膜
アルマイトとして知られているアルミニウムの表面加工が有名である。電解液条件を整えた液体の中で地金金属を陽極酸化でイオン化し、表面近傍で厚い酸化被膜層（Al2O3；数百Å）を形成させる方法である。このアルマイトで生成される酸化被膜の構造は表面に向けて多数の微細な孔(穴)を有した多孔質層となっている。この孔は陽極酸化処理時に流れた電流の通り道が結果として残ったものである。ただし、ほとんどのアルマイト処理は陽極酸化処理後に封孔処理を行うので、アルマイト製品の表面に孔は残っていない。ただしアルマイト表面に塗装が必要な製品は塗装の密着性向上の為、あえて封孔処理を抑えている。これによりアルマイト表面では非常に強い塗装の密着性を示す。フライパンのフッ素樹脂塗装などに利用されている。
なお、電着めっきは陰極で行うが、アルマイト化処理は陽極で行う。金属めっきの析出は還元反応でありアルマイトは酸化反応であるため。
犠牲アノード型被膜
ピッティングコロージョンを防ぐひとつの方法である。めっきによるバリアー型被膜で膜厚よりも深い傷が生成すると、地金が大気にさらされることになり逆にめっき金属と地金との間で電解腐食を生じる。このとき、地金よりもイオン化傾向の大きい金属を採用すると、めっきが犠牲電極(陰極防食法)の働きをして、優先的にめっき層が腐食を受けるので地金の腐食を大幅に遅らせることができる。この目的で鉄の亜鉛めっき（方法は、主に、厚い被膜を作りやすくウィスカの発生しない溶融めっき）が使用され、大幅に鉄の寿命を延ばすことが可能となる。

犠牲アノード型被膜はめっき層が厚ければ、その分地金の寿命を延ばすことができる。犠牲アノード型被膜が長く犠牲電極(陰極防食法)として働くからである。またこの現象は被膜だけでなく、ネジや金属板などの間でも起きるため、湿度の高い場所での異なる金属の接合では注意が必要である。この時に起きる金属間の腐食を異種金属接触腐食と言う。主にネジ側のイオン化傾向を下げるか、イオン化傾向の近い金属の使用で対策がされている。

3．電気防食法
電気防食法には陰極防食法（カソード防食法、英語：Cathodic protection、略称:CP）と陽極防食法（アノード防食法）があるが、一般的に使われるのは陰極防食法である。
流電陽極方式
水に浸漬された鉄などの表面では、局所的な無数の電池が形成される。この時、鉄は電気的な流れで酸化され腐食されていく。ここでアルミニウム、亜鉛、マグネシウムのようなイオン化傾向の大きい金属を鉄などの被防食体に接続することでガルバニ電池を形成し、アノードとなったイオン化傾向の大きい金属へ電子が優先的に流れ腐食し、カソードとなった鉄が保護される。
このイオン化傾向の大きな金属は、犠牲陽極と呼ばれる。
外部電源方式

外部電源方式とは、犠牲陽極と被防食体の間に直流電源を設置し、常に電流を流すことでイオン化傾向に関係なく被防食体を保護する方式である。

4．乾燥した空気を常時流す
吊橋のメインケーブルは錆びないようケーブル送気乾燥システムを使用しているところがある。この方式は明石海峡大橋が最初に取り入れ、その後多くの橋に導入された。
5．防錆防食の梱包材料
防錆油（気化性防錆油含む）、防錆剤（気化性防錆剤含む）、気化性防錆紙、防錆フィルム、乾燥剤、脱酸素剤がある。主にこれらを防錆フィルムやポリエチレンフィルムなどのバリア性のある包装材料に金属と同梱して用いる。なお、防錆油（気化性を有さない）は直接金属と塗布する必要がある。

## その他の「腐食」

### 生物学的腐食
生体由来物質に細菌や真菌（特にカビ類）が取り付き、その物質を消化吸収して侵食する状態を腐食とよぶことがある。また、生物的腐食を「腐食」、それ以外のものを「腐蝕」として区別することもある。細菌や真菌が増殖し置換されて行くので、外見あるいは構造が損なわれる。通常は外部に分泌された酵素により生体由来物質が消化分解される。
生物学的腐食を防ぐには殺菌処理を定期的に施す必要がある。